# Franz Cornelsen (Politiker)
Heinrich Friedrich Franz Cornelsen (* 2. Oktober 1868 in Stade; † 14. Oktober 1951 ebenda) war ein deutscher Regierungsbeamter und Abgeordneter. Er war von 1905 bis 1917 Landrat des preußischen Kreises Minden in Westfalen und von 1917 bis 1932 Landrat des Kreises Stade.

## Leben
Franz Cornelsen wurde in Stade als Sohn des Weingroßhändlers und Reichstagsabgeordneten Johann Cornelsen geboren. Er legte 1888 an der Klosterschule in Ilfeld (Harz) das Zeugnis der Reife ab und war danach für ein Jahr als Freiwilliger Soldat im Schleswigschen Feldartillerie-Regiment Nr. 9 und Oberleutnant dieses Regiments. Nach der Militärzeit studierte Franz Cornelsen Rechtswissenschaften in Freiburg und Berlin. Im Jahr 1893 legte er die Prüfung zum Gerichtsreferendar ab und promovierte 1895 in Leipzig zum Dr. iur. utr. Er bestand 1899 die Prüfung zum Regierungs-Assessor. Von 1893 bis 1905 war er an verschiedenen Gerichten und Regierungsbehörden in Preußen beschäftigt. Am 22. Dezember 1905 wurde er mit der Verwaltung des Landratsamtes im Kreis Minden beauftragt. Am 7. August 1906 bat der Kreistag in Minden um Ernennung Cornelsens zum Landrat, die am 28. September 1906 erfolgte.
Während des Ersten Weltkriegs wurde Cornelsen von 1914 bis zum 1. März 1917 zum Militär einberufen. Am 26. September 1917 wurde er mit der Verwaltung des Landratsamtes im Kreis Stade beauftragt. Der dortige Kreistag bat am 3. März 1918 um Ernennung Cornelsens zum Landrat. Cornelsen wurde von Minden nach Stade versetzt. 
Der Kreis Stade wurde im Jahr 1932 aufgehoben. Cornelsen ging in den einstweiligen Ruhestand. 1934 wurde er endgültig in den Ruhestand versetzt. Er war Mitglied des Konservativen Vereins in Minden und 1911 bis 1918 für den Wahlkreis Minden Abgeordneter im Provinziallandtag der Provinz Westfalen.
Franz Cornelsen war evangelisch und verheiratet mit Emily Cornelsen, geb. Gädeke. Sein Sohn Franz Cornelsen (* 1908, † 1989) war Verleger und Gründer des Cornelsen Verlages.

## Auszeichnungen
- Landwehrdienstauszeichnung II. Klasse und Eisernes Kreuz I. und II. Klasse.